# Luisa Pruská (1808–1870)
Luisa Pruská (německy Luise Auguste Wilhelmine Amalie von Preußen; 1. února 1808 Königsberg – 6. prosince 1870 Wassenaar) byla rodem pruská a sňatkem nizozemská princezna. Dcera pruského krále Fridricha Viléma III., manželka nizozemského prince Frederika, matka švédské královny Luisy, sestra ruské carevny Alexandry Fjodorovny.

## Biografie

### Původ, mládí
Princezna Luisa se narodila jako osmé dítě/čtvrtá (nejmladší) dcera pruského krále Fridricha Viléma III. a jeho první manželky Luisy Meklenbursko-Střelické. Jméno dostala na počest své matky a jedné ze svých předchůdkyň, Luisy Henrietty Oranžské. Křtiny se konaly v königsberské katedrále a účastnily se jich zástupci různých společenských vrstev na znamení jednoty národa. Mezi jejími bratřími a sestrami byli Fridrich Vilém (budoucí král Fridrich Vilém IV.), Vilém (budoucí německý císař Vilém I.) a Šarlota (pozdější ruská carevna, manželka ruského cara Mikuláše I.
Luisa přišla na svět v Königsbergu (Královec, nyní Kaliningrad), kde se v té době nacházelo sídlo jejích rodičů. Ti se sem, do Východního Pruska, pod ochranu ruského cara Alexandra I. uchýlili po porážce pruských vojsk v bitvě u Jeny Napoleonovou armádou. Po uzavření Tylžského míru ztratilo Prusko polovinu svého území, stalo se závislým na Francii a Fridrich Vilém III. s rodinou měl zakázáno vrátit se do Berlína. Princeznina matka Luisa často stonala a stěžovala si na špatné místní klima. V zimě 1808–1809 pruský královský pár strávil osm týdnů v Sankt Petěrburgu. V říjnu roku 1809 se narodil Luisin nejmladší bratr Albrecht.
23. prosince roku 1809 se s dovolením Napoleona rodina vrátila do Berlína a byla národem radostně přivítána. Již v červnu následujícího roku však královna Luisa zemřela. Její nejmladší dcerce Luise bylo v okamžiku její smrti pouhých dva a půl roku.

### Manželství, potomci
Roku 1823 učinil Luise nabídku k sňatku její bratranec Frederik, nizozemský princ, se kterým vyrůstala společně na berlínském dvoře. Byl druhým synem nizozemského krále Viléma I. a jeho manželky Vilemíny Pruské. Nabídka byla přijata a došlo k zásnubám, uzavření sňatku však bylo o dva roky odloženo pro nízký věk nevěsty.

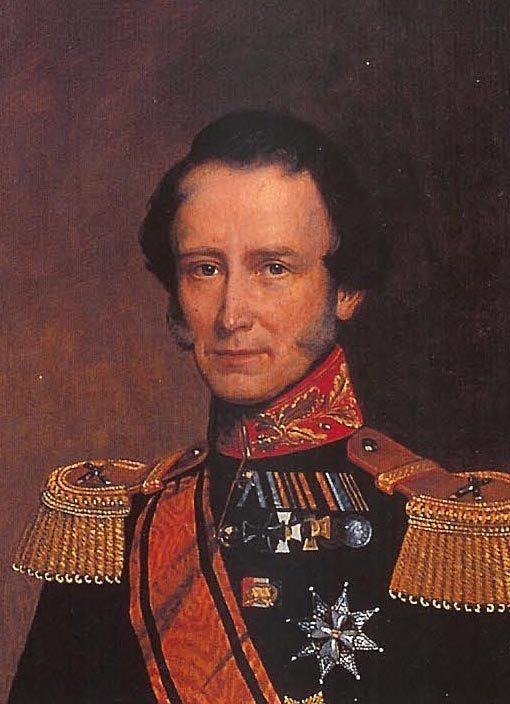
Princ Frederik Nizozemský

Pro Nizozemské království tento svazek znamenal posílení mezinárodní pozice monarchie v rámci Evropy. Oficiální zpráva z 1. listopadu 1824 konstatovala, že sňatek «je příslibem štěstí pro druhého syna krále i pro zájmy národa, neboť přátelské vztahy mezi královskými rodinami a dvory Pruska a Nizozemí budou stále pevnější».
Svatba Frederika a Luisy se uskutečnila 21. května roku 1825 v Berlíně. Nevěstě bylo 17 a ženichovi 28 let. Oslavy v hlavním městě Pruska trvaly šest dní a poté pokračovaly v Bruselu a v Leuven. Do Haagu přibyli novomanželé na podzim. Zpočátku se usadili v paláci na centrálním náměstí Haagu a později přesídlili do rekonstruovaného paláce na ulici Korte Voorhout.
Z manželství vzešli čtyři potomci, dva synové však zemřeli ještě jako děti:
- 1. Vilemína Frederika Alexandrina Anna Luisa (5. 8. 1828 Haag – 30. 3. 1871 Stockholm), manž.  1851 Karel XV. (3. 5. 1826 Stockholm – 18. 9. 1872 Malmö), král švédský a norský od roku 1859 až do své smrti[4]
- 2. Vilém (6. 7. 1833 Haag – 1. 11. 1834 tamtéž)[5]
- 3. Frederik (22. 8. 1836 Haag – 23. 1. 1846 tamtéž)[6]
- 4. Vilemína Frederika Anna Alžběta Marie (5. 6. 1841 Wassenaar – 22. 6. 1910 Neuwied), manž. 1871 Vilém Adolf Maximilián Karel, 5. kníže zu Wied (22. 8. 1845 Neuwied – 22. 10. 1907 tamtéž)[7]

V rodině se hovořilo německy, rovněž služebnictvo komunikovalo s princeznou v její mateřštině.
V roce 1838 získali několik majetků ve Vassenaru. Zámek De Paauw, který se původně využíval jako letní sídlo, se nakonec stal jejich stálou rezidencí. Její zahrady projektovali v souladu s Luisinými přáními vyhlášení zahradní architekti Eduard Petzold a Jan David Zocher. Roku 1846 Frederik získal rovněž zámek u města Bad Muskau s parkem Muzakowski – krajinářským parkem v anglickém stylu. Tento zámek využíval jako dům pro hosty.

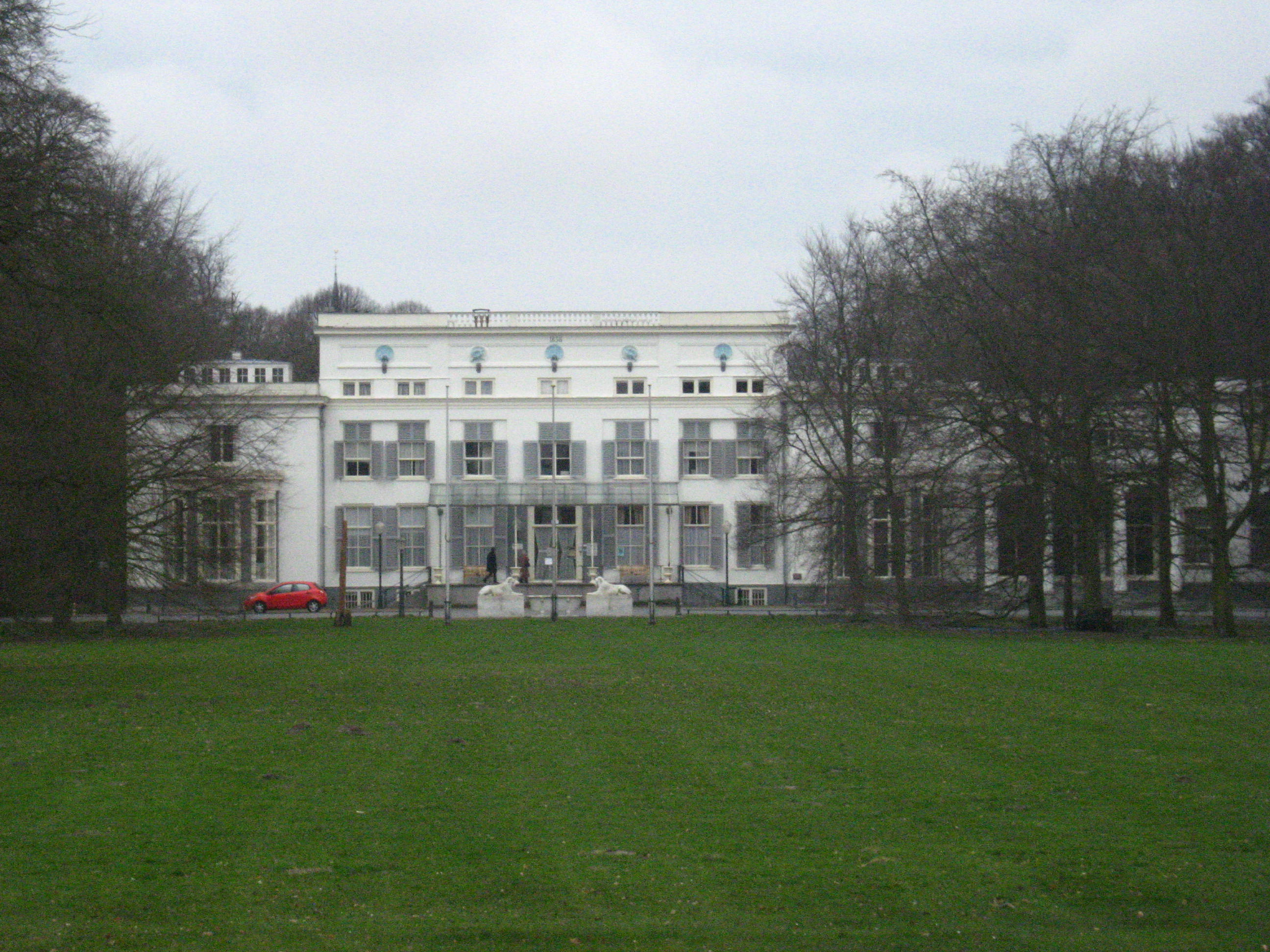
Sídlo De Paauw

Do politiky se princezna nevměšovala. Vedla obšírnou korespondenci se svými sourozenci, často u nich pobývala na dlouhodobých návštěvách, především u sester Šarloty (ruská carevna Alexandra Fjodorovna) v Rusku, u bratra v Prusku a po svatbě dcery Luisy i ve Švédsku. Navštěvovala také manželovy slezské statky.
V roce 1869 podle příkladu své švagrové, pruské královny Augusty založila útulek pro chlapce v Haagu a posléze i internátní školu pro dívky v Arnhemu.
Poslední léta života se Luisa potýkala s vleklou chorobou, s níž se léčila ve švýcarských a německých lázních. Zemřela 6. prosince roku 1870 ve věku 62 let ve svém domě De Paauw. Pohřbena byla 21. prosince v královské hrobce v Nieuwe Kerk v Delft. Manžel ji přežil o jedenáct let a zemřel jako nejstarší člen nizozemské královské rodiny.
16. dubna roku 1827 byla na počest princezny Luisy nazvána ulice Luisenstrasse v centru Berlína. 

## Vývod z předků
|                |                                                            |  |                                           |                                                          |  |  |  |  |  |  |  | Fridrich Vilém I. |
|                |                                                            |  |                                           |                                                          |  |  |  |  |  |  |  |                   |
|                | August Vilém Pruský                                        |  |                                           |                                                          |  |  |  |  |  |  |  |                   |
|                |                                                            |  |                                           |                                                          |  |  |  |  |  |  |  |                   |
|                |                                                            |  |                                           | Žofie Dorotea Hannoverská                                |  |  |  |  |  |  |  |                   |
|                |                                                            |  |                                           |                                                          |  |  |  |  |  |  |  |                   |
|                | Fridrich Vilém II.                                         |  |                                           |                                                          |  |  |  |  |  |  |  |                   |
|                |                                                            |  |                                           |                                                          |  |  |  |  |  |  |  |                   |
|                |                                                            |  |                                           | Ferdinand Albrecht II. Brunšvicko-Wolfenbüttelský        |  |  |  |  |  |  |  |                   |
|                |                                                            |  |                                           |                                                          |  |  |  |  |  |  |  |                   |
|                | Luisa Amálie Brunšvicko-Wolfenbüttelská                    |  |                                           |                                                          |  |  |  |  |  |  |  |                   |
|                |                                                            |  |                                           |                                                          |  |  |  |  |  |  |  |                   |
|                |                                                            |  |                                           | Antonie Amálie Brunšvicko-Wolfenbüttelská                |  |  |  |  |  |  |  |                   |
|                |                                                            |  |                                           |                                                          |  |  |  |  |  |  |  |                   |
|                | Fridrich Vilém III.                                        |  |                                           |                                                          |  |  |  |  |  |  |  |                   |
|                |                                                            |  |                                           |                                                          |  |  |  |  |  |  |  |                   |
|                |                                                            |  |                                           | Ludvík VIII. Hesensko-Darmstadtský                       |  |  |  |  |  |  |  |                   |
|                |                                                            |  |                                           |                                                          |  |  |  |  |  |  |  |                   |
|                | Ludvík IX. Hesensko-Darmstadtský                           |  |                                           |                                                          |  |  |  |  |  |  |  |                   |
|                |                                                            |  |                                           |                                                          |  |  |  |  |  |  |  |                   |
|                |                                                            |  |                                           | Šarlota z Hanau-Lichtenbergu                             |  |  |  |  |  |  |  |                   |
|                |                                                            |  |                                           |                                                          |  |  |  |  |  |  |  |                   |
|                | Frederika Luisa Hesensko-Darmstadtská                      |  |                                           |                                                          |  |  |  |  |  |  |  |                   |
|                |                                                            |  |                                           |                                                          |  |  |  |  |  |  |  |                   |
|                |                                                            |  |                                           | Kristián III. Falcko-Zweibrückenský                      |  |  |  |  |  |  |  |                   |
|                |                                                            |  |                                           |                                                          |  |  |  |  |  |  |  |                   |
|                | Karolína Zweibrückenská                                    |  |                                           |                                                          |  |  |  |  |  |  |  |                   |
|                |                                                            |  |                                           |                                                          |  |  |  |  |  |  |  |                   |
|                |                                                            |  |                                           | Karolína Nasavsko-Saarbrückenská                         |  |  |  |  |  |  |  |                   |
|                |                                                            |  |                                           |                                                          |  |  |  |  |  |  |  |                   |
| 'Luisa Pruská' |                                                            |  |                                           |                                                          |  |  |  |  |  |  |  |                   |
|                |                                                            |  |                                           |                                                          |  |  |  |  |  |  |  |                   |
|                |                                                            |  | Adolf Fridrich II. Meklenbursko-Střelický |                                                          |  |  |  |  |  |  |  |                   |
|                |                                                            |  |                                           |                                                          |  |  |  |  |  |  |  |                   |
|                | Karel Ludvík Fridrich Meklenbursko-Střelický               |  |                                           |                                                          |  |  |  |  |  |  |  |                   |
|                |                                                            |  |                                           |                                                          |  |  |  |  |  |  |  |                   |
|                |                                                            |  |                                           | Kristiana Emilie Schwarzbursko-Sondershausenská          |  |  |  |  |  |  |  |                   |
|                |                                                            |  |                                           |                                                          |  |  |  |  |  |  |  |                   |
|                | Karel II. Meklenbursko-Střelický                           |  |                                           |                                                          |  |  |  |  |  |  |  |                   |
|                |                                                            |  |                                           |                                                          |  |  |  |  |  |  |  |                   |
|                |                                                            |  |                                           | Arnošt Fridrich I. Sasko-Hildburghausenský               |  |  |  |  |  |  |  |                   |
|                |                                                            |  |                                           |                                                          |  |  |  |  |  |  |  |                   |
|                | Alžběta Sasko-Hildburghausenská                            |  |                                           |                                                          |  |  |  |  |  |  |  |                   |
|                |                                                            |  |                                           |                                                          |  |  |  |  |  |  |  |                   |
|                |                                                            |  |                                           | Žofie Albertina z Erbachu                                |  |  |  |  |  |  |  |                   |
|                |                                                            |  |                                           |                                                          |  |  |  |  |  |  |  |                   |
|                | Luisa Meklenbursko-Střelická                               |  |                                           |                                                          |  |  |  |  |  |  |  |                   |
|                |                                                            |  |                                           |                                                          |  |  |  |  |  |  |  |                   |
|                |                                                            |  |                                           | Ludvík VIII. Hesensko-Darmstadtský                       |  |  |  |  |  |  |  |                   |
|                |                                                            |  |                                           |                                                          |  |  |  |  |  |  |  |                   |
|                | Jiří Vilém Hesensko-Darmstadtský                           |  |                                           |                                                          |  |  |  |  |  |  |  |                   |
|                |                                                            |  |                                           |                                                          |  |  |  |  |  |  |  |                   |
|                |                                                            |  |                                           | Šarlota z Hanau-Lichtenbergu                             |  |  |  |  |  |  |  |                   |
|                |                                                            |  |                                           |                                                          |  |  |  |  |  |  |  |                   |
|                | Frederika Hesensko-Darmstadtská                            |  |                                           |                                                          |  |  |  |  |  |  |  |                   |
|                |                                                            |  |                                           |                                                          |  |  |  |  |  |  |  |                   |
|                |                                                            |  |                                           | Kristián Karel Reinhard z Leiningen-Dachsburg-Falkenburg |  |  |  |  |  |  |  |                   |
|                |                                                            |  |                                           |                                                          |  |  |  |  |  |  |  |                   |
|                | Marie Luisa Albertina Leiningensko-Falkenbursko-Dagsburská |  |                                           |                                                          |  |  |  |  |  |  |  |                   |
|                |                                                            |  |                                           |                                                          |  |  |  |  |  |  |  |                   |
|                |                                                            |  |                                           | Kateřina Polyxena ze Solms-Rödelheim                     |  |  |  |  |  |  |  |                   |
|                |                                                            |  |                                           |                                                          |  |  |  |  |  |  |  |                   |